# Javier Mojica
Javier Alexis Mojica Izquierdo (ur. 31 sierpnia 1984 w Auburn) – portorykański koszykarz, posiadający także amerykańskie obywatelstwo, grający na pozycji rzucającego obrońcy, obecnie zawodnik Fuerza Regia Monterrey.
W sezonie 2008/2009 był jednym z najlepiej punktujących zawodników Polskiej Ligi Koszykówki w zespole AZS Koszalin. Uczestniczył w Meczu Gwiazd PLK 2009. W 2009 podpisał kontrakt z belgijskim zespołem Base Oostende. Kilka miesięcy później, 2 grudnia odszedł z zespołu niezadowolony z roli, jaką spełniał w drużynie. W belgijskim zespole zagrał 9 spotkań (średnio 5,9 punktu, 2,8 zbiórki oraz 1,7 asysty w ciągu 20,3 minuty). Jest wielokrotnym reprezentantem swojego kraju.

## Osiągnięcia
Stan na 21 listopada 2019, na podstawie, o ile nie zaznaczono inaczej.
NCAA
- Uczestnik turnieju NCAA (2007)
- Mistrz:
  - turnieju konferencji Northeast (NEC – 2007)
  - sezonu regularnego NEC (2007)
- Wicemistrz sezonu regularnego NEC (2006)
- Koszykarz roku konferencji Northeast (2007)[6]
- MVP turnieju konferencji Northeast (2007)
- Zaliczony do I składu:
  - NEC (2007)
  - turnieju NEC (2007)

Drużynowe
- Mistrz Portoryko (2009, 2017)
- Wicemistrz Portoryko (2010, 2018)

Indywidualne
(* – nagrody przyznane przez portale eurobasket.com, latinbasket.com)
- Obrońca roku ligi portorykańskiej (2018)*
- Zaliczony do*:
  - I składu:
    - ligi meksykańskiej (2019)
    - najlepszych zagranicznych zawodników ligi:
      - meksykańskiej (2019)
      - polskiej (2009)

    - defensywnego ligi portorykańskiej (2011, 2018, 2019)

  - III składu ligi meksykańskiej (2016)
  - składu honorable mention ligi portorykańskiej (2009, 2011, 2012, 2015, 2018)
- Uczestnik meczu gwiazd:
  - PLK (2009)
  - Polska vs gwiazdy PLK (2009)
  - ligi:
    - portorykańskiej (2008, 2010, 2018, 2019)
    - meksykańskiej (2016, 2019, 2020[7])
    - argentyńskiej (2012, 2013)

Reprezentacja
- Mistrz Centrobasketu (2008)
- Wicemistrz:
  - Centrobasketu (2014)
  - Kontynentalnego Pucharu Tuto Marchanda (2011)
- Brąz igrzysk Ameryki Środkowej i Karaibów (2014)
- Uczestnik:
  - mistrzostw:
    - świata (2019 – 15. miejsce)
    - Ameryki (2011 – 4. miejsce)

  - igrzysk panamerykańskich (2015 – 6. miejsce)
  - amerykańskich kwalifikacji do mistrzostw świata (2017 – 6. miejsce)
  - kwalifikacji olimpijskich (2008)

## Statystyki podczas występów w PLK
| Sezon     | Drużyna      | M  | S5 | MPG  | FG% | 3P% | FT% | RPG | APG | SPG | BPG | PPG  |
| --------- | ------------ | -- | -- | ---- | --- | --- | --- | --- | --- | --- | --- | ---- |
| 2008/2009 | AZS Koszalin | 30 | 29 | 31,0 | 44% | 40% | 80% | 4,4 | 1,8 | 1,2 | 0,1 | 17,2 |